# Тревьер (кантон)
Тревьер (фр. Trévières) — кантон во Франции, находится в регионе Нормандия, департамент Кальвадос. Входит в состав округа Байё. 

## История
До 2015 года в состав кантона входили коммуны Бернеск, Бле, Бриквиль, Вьервиль-сюр-Мер, Коломбьер, Кольвиль-сюр-Мер, Круэ,  Ле-Брёй-ан-Бессен, Лувьер, Мандевиль-ан-Бессен, Мезон, Моль, Рюберси, Рюсси, Сан, Санне, Сен-Лоран-сюр-Мер, Сент-Онорин-де-Перт, Сюррен, Тревьер, Тур-ан-Бессен, Форминьи, Экрамвиль, Эньервиль и Этреам.
В результате реформы 2015 года  состав кантона был изменен. В него были включены упраздненный кантон Изиньи-сюр-Мер и отдельные коммуны упраздненных кантонов Бальруа и Комон-л’Эванте.
С 1 января 2016 года состав кантона изменился в связи с образованием т.н. "новых" коммун: коммуны Бальруа и Вобадон объединились в новую коммуну Бальруа-сюр-Дром.
С 1 января 2017 года состав кантона снова изменился: коммуны Лувьер, Форминьи, Экрамвиль и Эньервиль объединились в новую коммуну Форминьи-Ла-Батай; коммуны Сент-Онорин-де-Перт и Рюсси — в новую коммуну Ор-сюр-Мер; коммуны Вуйи, Кастийи, Лез-Убо и Нёйи-ла-Форе присоединились к коммуне Изиньи-сюр-Мер.

## Состав кантона с 1 января 2017 года
В состав кантона входят коммуны (население по данным Национального института статистики за 2018 г.):
- Англькевиль-ла-Персе (106 чел.)
- Аньер-ан-Бессен (66 чел.)
- Бальруа-сюр-Дром (1 414 чел.)
- Бернеск (211 чел.)
- Бле (377 чел.)
- Бриквиль (173 чел.)
- Вьервиль-сюр-Мер (228 чел.)
- Гранкан-Мези (1 554 чел.)
- Дё-Жюмо (51 чел.)
- Жефос-Фонтене (138 чел.)
- Изиньи-сюр-Мер (3 619 чел.)
- Кааньоль (252 чел.)
- Канши (206 чел.)
- Кардонвиль (106 чел.)
- Картиньи-л’Эпине (295 чел.)
- Кастийон (347 чел.)
- Коломбьер (208 чел.)
- Кольвиль-сюр-Мер (174 чел.)
- Кормолен (412 чел.)
- Криквиль-ан-Бессен (187 чел.)
- Круэ (521 чел.)
- Ла-Базок (182 чел.)
- Ла-Камб (554 чел.)
- Ла-Фоли (97 чел.)
- Ле-Брёй-ан-Бессен (402 чел.)
- Ле-Моле-Литри (3 003 чел.)
- Ле-Тронке (778 чел.)
- Лизон (439 чел.)
- Литто (291 чел.)
- Лонгвиль (276 чел.)
- Мандевиль-ан-Бессен (335 чел.)
- Мезон (391 чел.)
- Моль (353 чел.)
- Монфревиль (90 чел.)
- Монфике (100 чел.)
- Норон-ла-Потри (380 чел.)
- Ор-сюр-Мер (737 чел.)
- Османвиль (528 чел.)
- Планкри (243 чел.)
- Рюберси (164 чел.)
- Саллан (307 чел.)
- Сан (221 чел.)
- Санне (311 чел.)
- Сен-Жермен-дю-Пер (172 чел.)
- Сен-Лоран-сюр-Мер (268 чел.)
- Сен-Маркуф (98 чел.)
- Сен-Мартен-де-Бланьи (129 чел.)
- Сен-Поль-дю-Верне (824 чел.)
- Сен-Пьер-дю-Мон (79 чел.)
- Сент-Маргерит-д’Эль (772 чел.)
- Сент-Онорин-де-Дюси (130 чел.)
- Сюррен (154 чел.)
- Тревьер (919 чел.)
- Трюнжи (214 чел.)
- Тур-ан-Бессен (663 чел.)
- Турньер (152 чел.)
- Форминьи-Ла-Батай (734 чел.)
- Фулонь (202 чел.)
- Этреам (343 чел.)

## Политика
На президентских выборах 2022 г. жители кантона отдали в 1-м туре Марин Ле Пен 34,4 % голосов против 27,7 % у Эмманюэля Макрона и 12,6 % у Жана-Люка Меланшона; во 2-м туре в кантоне победила Ле Пен, получившая 53,3 % голосов. (2017 год. 1 тур: Марин Ле Пен – 30,1 %, Франсуа Фийон – 21,3 %, Эмманюэль Макрон – 19,8 %, Жан-Люк Меланшон – 13,8 %; 2 тур: Макрон – 53,1 %. 2012 год. 1 тур: Николя Саркози — 30,3 %, Марин Ле Пен — 23,1 %, Франсуа Олланд — 22,5 %; 2 тур: Саркози — 55,8 %).
С 2016 года кантон в Совете департамента Кальвадос представляют мэр коммуны Ле-Тронке Патрисия Гади Дюкен (Patricia Gady Duquesne)  (Разные правые) и мэр коммуны Кольвиль-сюр-Мер Патрик Томин (Patrick Thomines) (Республиканцы).
|                | Кандидаты                        | Партия                   | Первый тур | Первый тур     | Второй тур | Второй тур |
| Кол-во голосов | Кандидаты                        | Партия                   | % голосов  | Кол-во голосов | % голосов  |            |
| -------------- | -------------------------------- | ------------------------ | ---------- | -------------- | ---------- | ---------- |
|                | Патрисия Гади Дюкен Патрик Томин | Правый блок              | 4 023      | 66,77          | 4 085      | 68,43      |
|                | Мартин Вильме Филипп Шапрон      | Национальное объединение | 2 002      | 33,23          | 1 885      | 31,57      |

|                | Кандидаты           | Партия                  | Первый тур | Первый тур     | Второй тур | Второй тур |
| Кол-во голосов | Кандидаты           | Партия                  | % голосов  | Кол-во голосов | % голосов  |            |
| -------------- | ------------------- | ----------------------- | ---------- | -------------- | ---------- | ---------- |
|                | Патрик Томин        | Республиканцы           | 2 294      | 47,81          | 3 059      | 62,96      |
|                | Филипп Шапрон       | Национальный фронт      | 1 592      | 33,18          | 1 800      | 37,04      |
|                | Тома Дюпон-Федериси | Социалистическая партия | 912        | 19,01          |            |            |

|                | Кандидаты                          | Партия             | Первый тур | Первый тур     | Второй тур | Второй тур |
| Кол-во голосов | Кандидаты                          | Партия             | % голосов  | Кол-во голосов | % голосов  |            |
| -------------- | ---------------------------------- | ------------------ | ---------- | -------------- | ---------- | ---------- |
|                | Патрисия Гади Дюкен Жан-Пьер Ришар | Правый блок        | 3 195      | 32,75          | 5 608      | 57,83      |
|                | Сандрин Линаре Филипп Шапрон       | Национальный фронт | 3 467      | 35,53          | 4 089      | 42,17      |
|                | Натали Башеле Ферран Стефан Риццо  | Разные левые       | 1 642      | 16,83          |            |            |
|                | Анн Буассель Седрик Пуассон        | Разные правые      | 1 453      | 14,89          |            |            |